# Sulpicia
Sulpicia (... – I secolo a.C.) è stata una poetessa romana, l'unica di cui si siano conservati alcuni componimenti.

## Biografia
Figlia dell'oratore Servio Sulpicio Rufo e quindi nipote dell'omonimo giurista (105-43 a.C.), ebbe per madre Valeria, sorella, a dire di Girolamo, dell'uomo politico e generale romano Marco Valerio Messalla Corvino (64 a.C.-8 d.C.), che istituì intorno all'anno 30 a.C. un circolo letterario di cui fecero parte, tra gli altri, Tibullo, Ovidio e Ligdamo.
Appartenendo alla classe aristocratica, Sulpicia poté frequentare gli esclusivi ambienti dell'alta società e molto probabilmente far parte del circolo intellettuale dello zio Messalla il quale, alla morte del padre di Sulpicia, era divenuto suo tutore. Le opere di Sulpicia sono contenute nel Corpus Tibullianum, all'interno del "ciclo di Sulpicia", che riunisce un totale di cinque elegie, oltre ad altri sei componimenti denominati elegidia.
L'esistenza stessa di Sulpicia è stata però dibattuta: non è infatti chiaro se l'io elegiaco, ovvero la donna che canta, sia un personaggio letterario o corrisponda alla voce di una poetessa realmente esistita. La maggior parte degli studiosi concorda sulla reale paternità di Sulpicia.

## L'Appendix Tibulliana
Ci sono così pervenuti, nel terzo libro del Corpus Tibullianum denominato anche Appendix Tibulliana, sei brevi elegie di Sulpicia, le cosiddette Elegidia, elencate dai numeri III.13 al III.18 e comprendenti un totale di 40 versi. Judith Hallett ha attribuito a Sulpicia anche tutti i cinque carmi (dal III.8 al III.12, per complessivi 114 versi) del cosiddetto ciclo dell'Amicus Sulpiciae contenuto nello stesso terzo libro del Corpus, mentre Holt Parker ha ritenuto che siano di Sulpicia, oltre le sei Elegidia, anche i carmi III.9 e III.11 del citato ciclo dell'Amicus Sulpiciae, le due elegie il cui autore dichiara di essere Sulpicia.

### Il ciclo dell'Amicus Sulpiciae
Costituiscono una sorta di vicenda amorosa tra Sulpicia e l'amato Cerinthus le cinque elegie III.8-12 che un ignoto autore avrebbe costruito, secondo qualche commentatore, basandosi su originali biglietti della stessa Sulpicia.
Nella prima elegia viene esaltata la grazia e la bellezza di Sulpicia, che si è elegantemente vestita in occasione della festa delle Matronalia, cadente alle calende di marzo, ma «Illam, quidquid agit, quoquo vestigia movit, / componit furtim subsequiturque decor. / Seu soluit crines, fusis decet esse capillis, / seu compsit, comptis est veneranda comis».

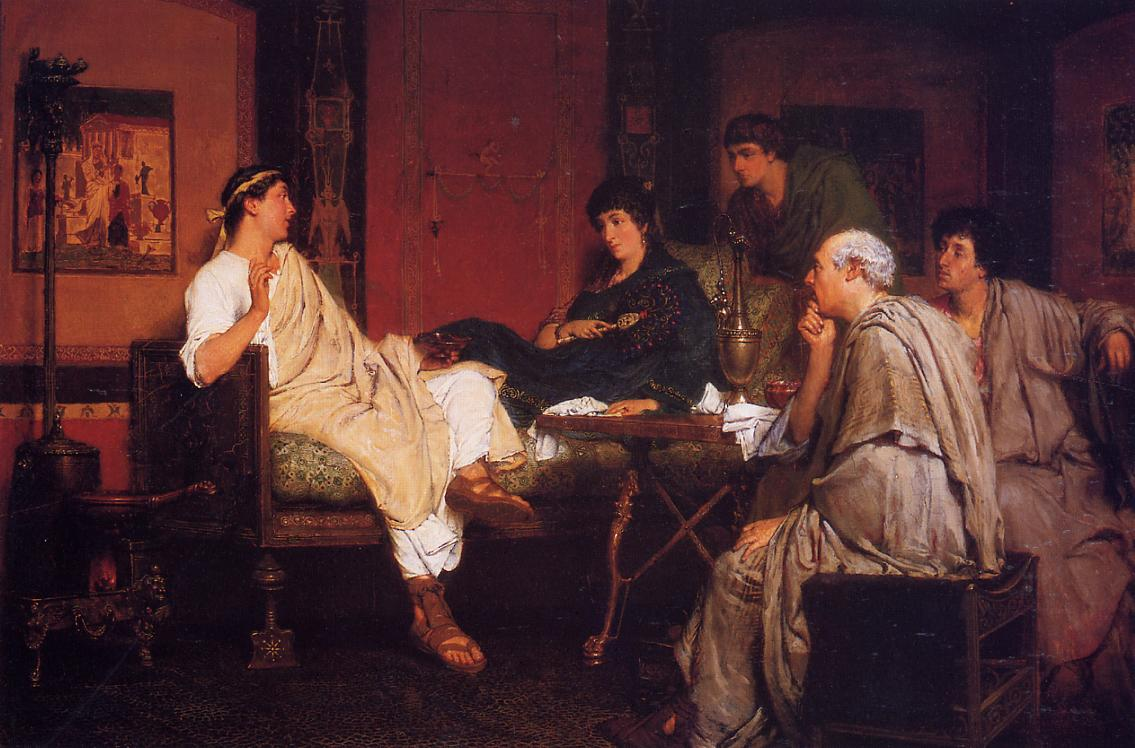
Alma-Tadema: Tibullo visita Delia

Nella seconda elegia l'anonimo autore si presenta come Sulpicia, angosciata della pericolosa passione per la caccia nutrita dall'amato Cerinto. Eppure, pur di stare con lui, Sulpicia lo seguirebbe sui monti e nelle selve, inseguendo con le reti cervi e cinghiali: «Tunc mihi, tunc placeant silvae, si, lux mea, tecum, / arguar ante ipsas concubuisse plagas». Ma oltre lei non deve esservi per Cerinto alcun amore: «At tu venandi studium concede parenti / et celer in nostros ipse recurre sinus».
La critica si è posta il problema dell'identità di Cerinthus. La derivazione greca del nome suggerisce che si tratti di uno pseudonimo, conformemente all'uso dei poeti latini di ellenizzare i nomi delle persone amate. In particolare, derivando Cerinthus dal greco κέρας, corno, in latino cornu, si è pensato di identificare l'amante di Sulpicia con un Cornutus amico di Tibullo, cui il poeta si rivolge nelle due elegie II.2 e II.3. E poiché questo amico di Tibullo è sposato, vi è stato chi ha visto il romanzo degli amori di Sulpicia e Cerinto/Cornuto concludersi con il matrimonio.
D'altra parte, il nome straniero dell'amante di Sulpicia ha fatto anche ritenere Cerinto uno schiavo di Messalla, ma più convincente è la scelta dello pseudonimo sulla base delle convenzioni letterarie: «la cosa davvero importante dietro il nome Cerinthus non è l'identità dell'uomo, ma piuttosto la decisione di Sulpicia di osservare a tutti i costi le convenzioni della poesia d'amore. In tutti gli altri casi l'amante-poeta è un uomo e, per lo più, la persona con uno pseudonimo è una donna. Che ora una donna, Sulpicia, sia il poeta, rovescia la situazione.  Avrebbe potuto minimizzare questo fatto non usando un nome greco per il suo amante: che Sulpicia abbia scelto diversamente mostra in modo eloquente il desiderio di conformarsi alla pratica letteraria della poesia d'amore romana con le sue pose e i suoi pseudonimi, anche se questo significava rovesciare i tradizionali ruoli sessuali».

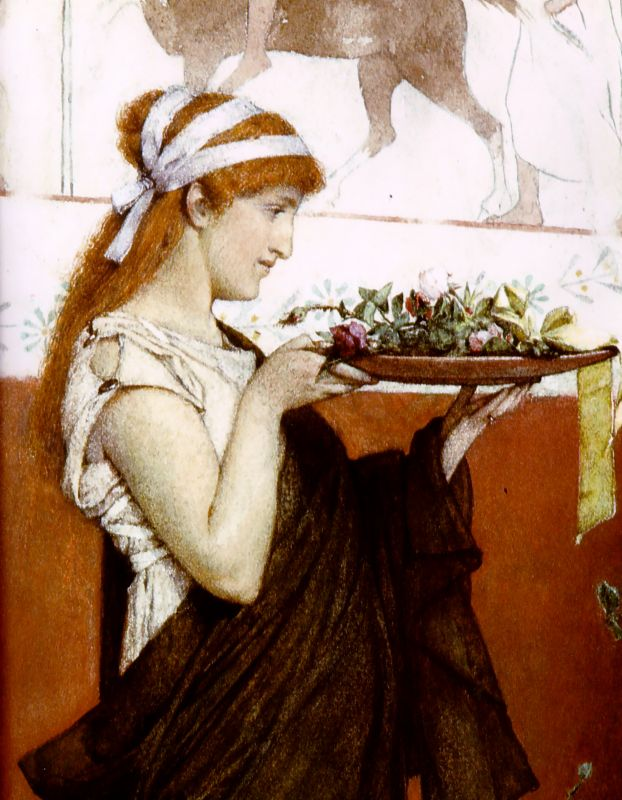
Alma-Tadema: L'offerta votiva

Nella terza elegia l'anonimo amico di Sulpicia chiede a Febo, il dio della medicina, di guarire la ragazza che si è ammalata, tranquillizzando così il giovane Cerinto: «neu iuvenem torque, metuit qui fata puellae / votaque pro domina vix numeranda facit». Ma Cerinto non deve temere: «deus non laedit amantes: / tu modo semper amat, salva puella tibi est». Guarendola, Febo sarà invidiato da tutti gli altri dèi per le sue arti e «laus magna tibi tribuetur in uno / corpore servato restituisse duos».
Come nella seconda elegia, nella quarta il poeta scrive come fosse Sulpicia, alla quale è caro il giorno della nascita di Cerinto. Per lui, «uror ego ante alias; iuvat hoc, Cerinthe, quod uror, / si tibi de nobis mutuus ignis adest». come pure «mutuus adsit amor, per te dulcissima furta / perque tuos oculos, per Geniumque rogo». Che Natalizio, il genio di Cerinto, accolga i voti di Sulpicia di essere sempre avvinti da una reciproca catena, come certamente è voto dello stesso amante: «optat idem iuvenis quod nos, tectius optat: / nam pudet haec illum dicere verba palam».
L'ultima elegia del ciclo dell'Amicus è una preghiera che Sulpicia, nell'anniversario della propria nascita, rivolge a Giunone, offrendo incenso al suo altare. Sulpicia si è abbigliata per la dèa, ma non soltanto per lei, poiché «est tamen, occulte cui placuisse velit», e perciò Giunone faccia sì che nessuno separi chi si ama e procuri al giovane amato un mutuo vincolo d'amore: «at tu, sancta, fave, neu quis divellat amantes, / sed iuveni quaeso mutua vincla para». In cambio, Sulpicia offrirà tre focacce e tre volte alzerà il calice alla dèa: dunque «sis Iunio huic grata, et veniet cum proximus annus, / hic idem votis iam vetus adsit amor».

### Il ciclo di Sulpicia

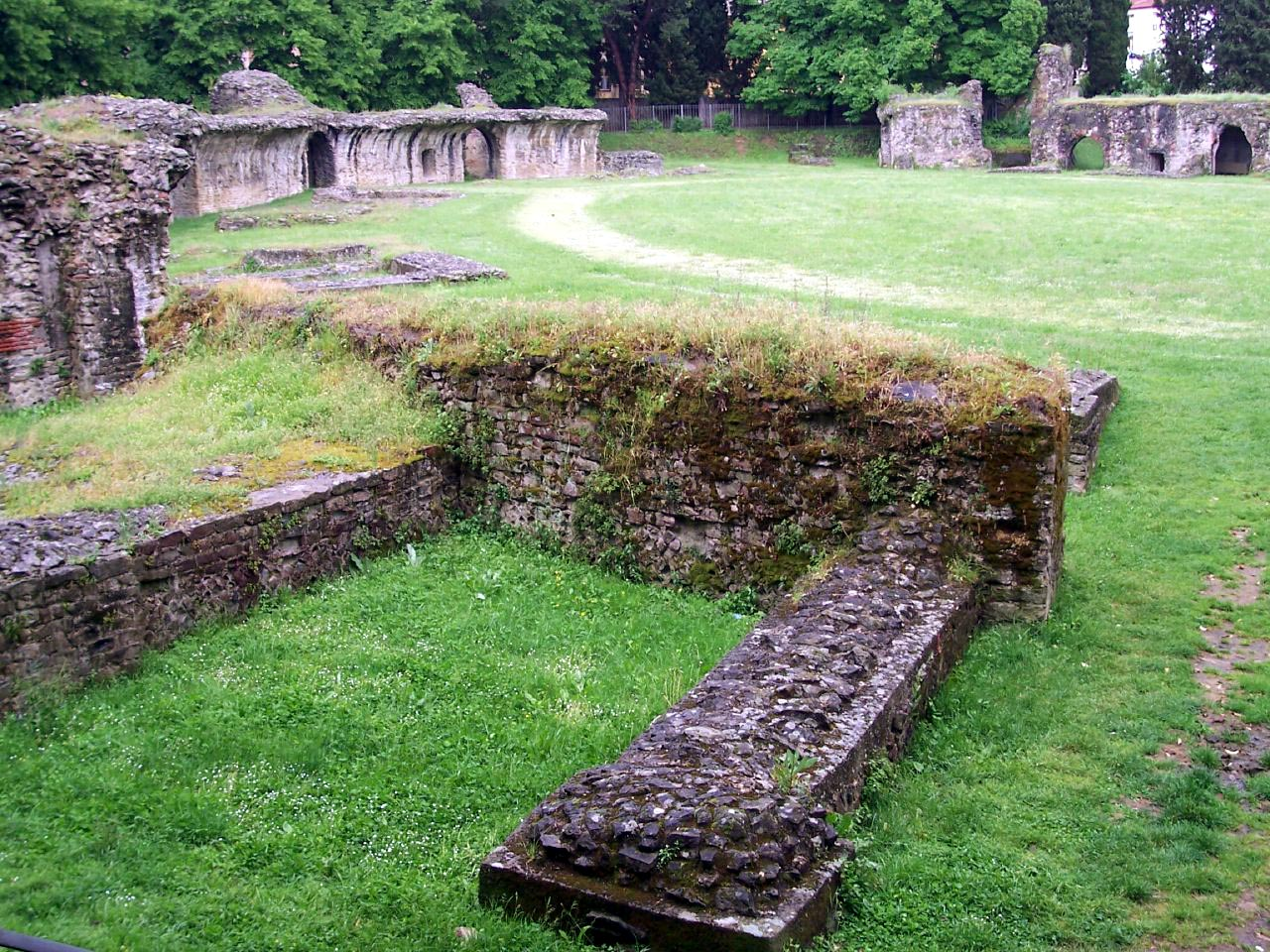
Arezzo: resti dell'anfiteatro romano

Nella prima elegia (III.13) Sulpicia si dichiara innamorata. Il suo non è un amore platonico, ma totale, e non vuole tenerlo nascosto: «Tandem venit amor, qualem texisse pudori / quam nudasse alicui sit mihi fama magis». Sono state le Camene, le muse ispiratrici dei suoi versi, a convincere Venere a condurre l'amato fra le braccia di Sulpicia. Lei non vorrebbe scrivere dei propri piaceri: «Non ego signatis quicquam mandare tabellis, / ne legat id nemo quam meus ante, velim», ma è dolce peccare ed è fastidioso fingersi virtuosa: gli altri potranno al più dire che noi eravamo degni l'uno dell'altra.
Nella seconda, Sulpicia pensa di essere costretta a trascorrere il suo compleanno nella fredda campagna di Arezzo, lontana da Roma e da Cerinto: «Dulcius urbe quid est? an villa sit apta puellae / atque Arretino frigidus amnis agro?». Così ha voluto il tutore Messalla e Sulpicia si prepara a lasciare in città tutto il suo animo e i suoi affetti.
Il trasferimento in campagna è stato annullato e nella successiva elegidion Sulpicia comunica a Cerinto la lieta novità: «Scis iter ex animo sublatum triste puellae? / Natali Romae iam licet esse suo». Così Sulpicia potrà festeggiare il compleanno insieme con l'amato: «Omnibus ille dies nobis natalis agatur, / qui nec opinanti nunc tibi forte venit».

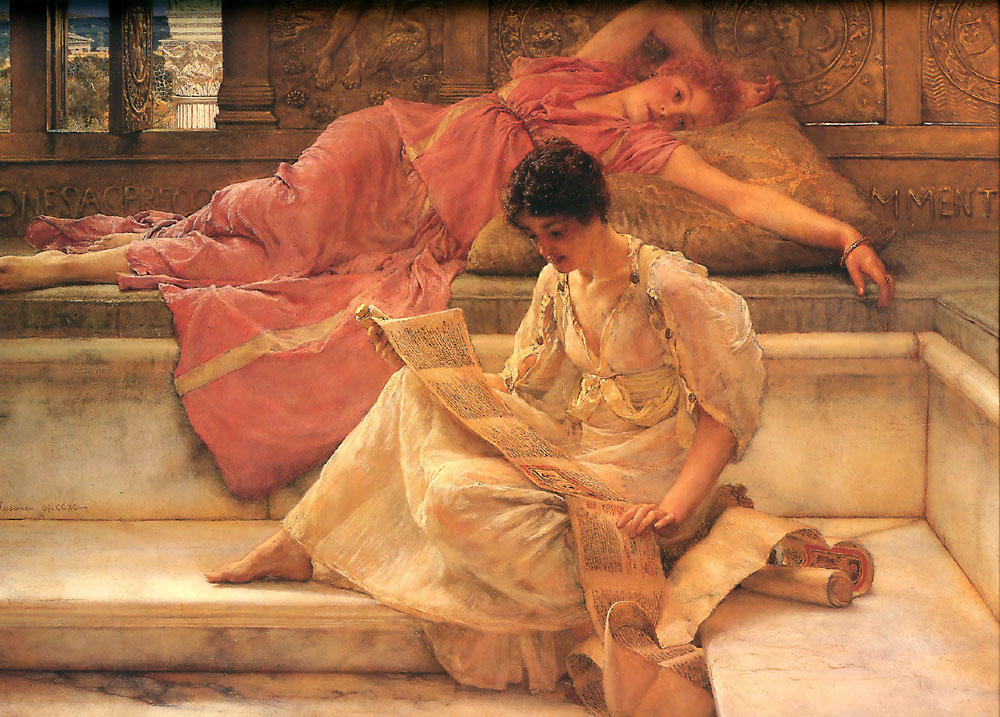
Alma-Tadema: Il poeta preferito

Ci sono nubi nella relazione con Cerinto: questi non si fa scrupolo di tradirla, contando sulla fedeltà di Sulpicia, che glielo ricorda con amara ironia: «Gratum est, securus multum quod iam tibi de me / permittis, subito ne male inepta cadam». Lui frequenta una prostituta, una schiava, dimenticando chi è Sulpicia, la figlia di Servio, e per questo c'è chi si preoccupa, con molto dolore, che Sulpicia sia arrivata a concedersi a un uomo tanto ignobile come Cerinto.
Sulpicia è malata, e ha l'impressione che Cerinto non se ne preoccupi troppo. Lei vorrebbe ristabilirsi solo se fosse certa che anch'egli lo voglia. Ma forse non serve guarire se Cerinto rimane così insensibile alla sua malattia: «At mihi quid prosit morbos evincere, si tu / nostra potes lento pectore ferre mala?».
L'ultima breve elegia è una dichiarazione di amore e di passione: «Luce mia, possa io non esser più la tua ardente passione come credo di esser stata in questi ultimi giorni se io, in tutta la mia giovinezza, ho mai commesso un errore tanto sciocco, del quale io possa confessare di essermi più pentita, quale quello di averti lasciato solo la scorsa notte, per aver voluto nasconderti la passione che provo per te».
Da questi brevi biglietti si trae la convinzione che Sulpicia sia stata una donna determinata ed emancipata, «una di quelle donne che, all'epoca, avevano preso a vivere secondo un nuovo modello, rifiutando le regole. Tra di esse, Sulpicia ebbe forse più coraggio delle altre. Certamente, ebbe più possibilità di scegliere, ed ebbe più protezione [...] e, per nostra fortuna, ebbe non solo la possibilità e la capacità di scrivere di sé, ma anche la ventura di non essere cancellata dal ricordo».

## Storia della critica

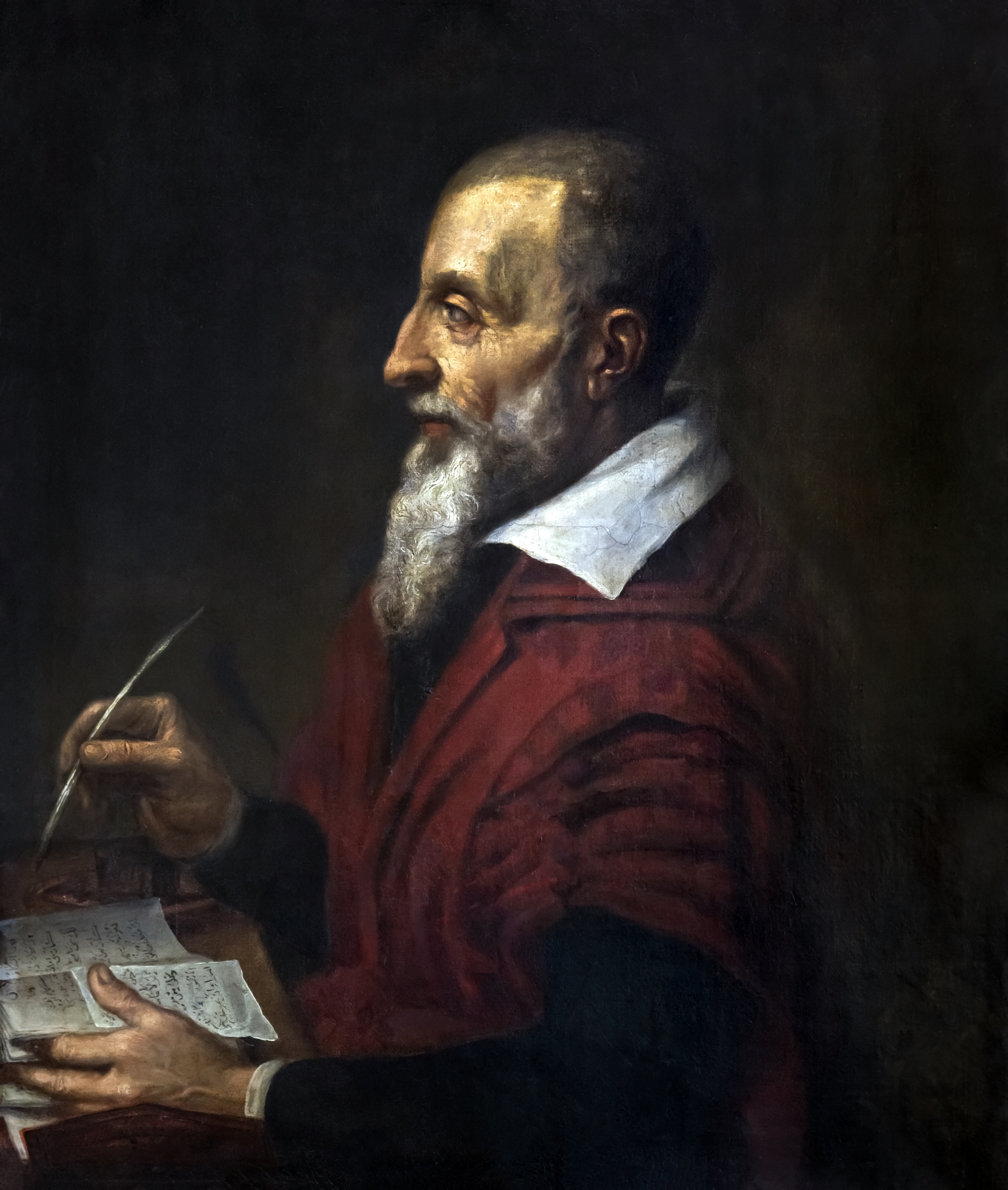
L'umanista Giuseppe Giusto Scaligero

La critica si è chiesta come mai i componimenti di Sulpicia siano stati inseriti nel Corpus poetico di Tibullo. Una prima ragione è che «le donne non avevano canali per far conoscere e diffondere i loro scritti», e una seconda consiste nel fatto che i compilatori delle collezioni poetiche da tramandare non prendevano in considerazione la produzione femminile, pregiudizialmente giudicata di qualità inferiore. I versi di migliore qualità dovevano dunque essere necessariamente attribuiti a un uomo. Le Elegidia sono state a lungo giudicate un'opera dilettantesca, ma la loro rivalutazione, già iniziata da Ezra Pound, prosegue dalla seconda metà del Novecento.
Il primo commento al Corpus di Tibullo risale al 1475 ed è dell'umanista Berardino Cillenio (ca 1450-ca 1476), membro dell'Accademia romana di Pomponio Leto. Scarse sono le note dedicate alle Elegidia e in nessuna viene presa in considerazione l'eventualità che quei carmi appartenessero a mano diversa da quella di Tibullo, e tanto meno che fossero di una donna: egli pensa piuttosto a una manifestazione dell'omosessualità del poeta latino.
Altro storico commento è quello di Ioseph Scaliger (1540-1609), proposto nelle sue Castigationes in Catullum, Propertium, Tibullum, pubblicate nel 1577. Egli crede che Sulpicia sia il nome di una donna amata da Valerio Messalla ma esclude che sia ella l'autrice dei carmi: piuttosto pensa che Tibullo abbia voluto nascondersi nel nome di una donna per dare espressione letteraria a una voce femminile, e giudica le sei Elegidia «dolcissime e delicatissime, in tutto degne della musa di Tibullo».

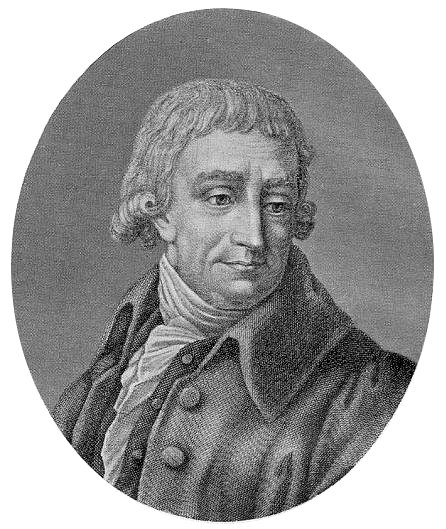
Il filologo Christian Heyne

Nel 1755 venne pubblicata la prima edizione del Corpus Tibullianum a cura del filologo tedesco Christian Gottlob Heyne (1729-1812), il quale riconobbe in Sulpicia la vera autrice delle sei Elegidia. Lusinghieri i suoi giudizi: le elegie di Sulpicia, «dolcissima fanciulla», sono «bellissime e soavissime». Anche Otto Friedrich Gruppe (1804-1876), nelle sue Die römische Elegie, pubblicate nel 1838, considera Sulpicia un personaggio realmente esistito e autrice non di sei, ma di cinque elegie: il Tandem venit amor - la «scandalosa» elegia III.13 - non può essere sua, sostiene Gruppe, ma di Tibullo. Il valore artistico di quei cinque carmi, tuttavia, è ben modesto e il nostro interesse si deve più che altro al poter leggere delle «lettere d'amore di un'affascinante ragazza romana dell'età di Augusto, esattamente nella forma in cui le scrisse».
Certe anomalie linguistiche dei suoi distici rappresentano per il Gruppe la prova di un'autentica scrittura femminile, perché involuta, a suo dire, è la tipica forma con la quale una donna esprime i suoi sentimenti. Sulpicia è una docta puella ma non un'esperta poetessa: «l'espressione è goffa, la costruzione spesso si può mettere insieme solo con difficoltà [...] Notiamo un certo numero di colloquialismi, come iam; il carattere sotto-letterario di molte espressioni; l'oscurità della costruzione [...] A un'indagine attenta il critico riconoscerà prontamente qui un "latino femminile", impervio all'analisi condotta con metodo linguistico rigoroso, ma che trova espressioni naturali e semplici per esprimere idee della vita quotidiana senza un'elaborazione stilistica cosciente e artistica, in cui il significato è aumentato e assistito da una libera constructio ad sensum».
È curioso rilevare che in un contemporaneo commento il filologo Ludolph Dissen sostiene l'esatto contrario di Gruppe: le elegidiae sono di altissima qualità e autentiche creazioni di Tibullo, e il loro diverso carattere rispetto alle altre elegie tibulliane è il risultato di un'originale ricerca artistica del poeta di Gabi: nessun dilettantismo, dunque, e nessuna scrittura femminile.
Per Kirby Smith, autore nel 1913 di un commento al Corpus Tibullianum, le poesie di Sulpicia, diversamente da quelle di Tibullo, che sono pensate per la pubblicazione e costruite secondo il principio dell'ars celare artem, sono invece semplici biglietti indirizzati all'amante o riflessioni consegnate a un diario, espressione di una relazione realmente vissuta, e perciò poesia che nasce dalla spontaneità dell'animo e dall'immediatezza dell'esistenza. Così, l'elegia III.13 è un «estratto dal suo stesso diario e fu evidentemente scritto subito dopo la consumazione dell'amore, poiché ella si trova ancora in uno stato d'animo di grande esaltazione. Ella deve ancora essere assalita dai ripensamenti inevitabili in una relazione del genere».